# Repsol Butano
Repsol Butano S.A. es una empresa española del sector energético, filial del grupo Repsol.

## Historia
La empresa nació en 1987, originalmente como sociedad filial de Repsol que heredaba los activos de la antigua Butano S.A. que controlaba el Instituto Nacional de Hidrocarburos (INH). La nueva sociedad estaba a cargo de la comercialización del gas butano y propano en territorio español, disponiendo para ello de una red dedicada al almacenamiento y la distribución de estos hidrocarburos. Repsol Butano tenía sus oficinas en Madrid, concretamente en la calle Arcipreste de Hita, y en sus orígenes disponía de importantes participaciones en varias empresas filiales: Gas Burgos, Gas Girona o Gas Igualada.
En la actualidad Repsol Butano dispone de terminales marítimas localizadas en Alcudia, Cartagena, Gijón y Tarragona.